# Ectinohoplia guttaticollis
Ectinohoplia guttaticollis är en skalbaggsart som beskrevs av Leon Fairmaire 1900. Ectinohoplia guttaticollis ingår i släktet Ectinohoplia och familjen Melolonthidae. Inga underarter finns listade i Catalogue of Life.